# 康登鎮站
康登鎮站（英語：Camden Town tube station）是倫敦地鐵北線的一個車站。康登鎮站是北線的主要車站之一，也是倫敦地鐵最繁忙的車站之一。

## 毗鄰
- 倫敦動物園